# جون بيسلي (ممثل)
جون بيسلي (بالإنجليزية: John Beasley)‏ مواليد 26 يونيو 1943 في أوماها، الولايات المتحدة، هو ممثل أمريكي بدأ مسيرته الفنية عام 1989.

## الأعمال
- التطهير: فوضى
- الضحية 2
- طبعة مبكرة
- القاضية إيمي
- سي اس آي: التحقيق في موقع الجريمة
- إن سي آي إس
- بوسطن ليغال
- سي إس آي: ميامي

## وصلات خارجية
- جون بيسلي على موقع IMDb (الإنجليزية)
- جون بيسلي على موقع ألو سيني (الفرنسية)
- جون بيسلي على موقع أول موفي (الإنجليزية)
- جون بيسلي على موقع قاعدة بيانات الأفلام السويدية (السويدية)
- جون بيسلي على موقع قاعدة بيانات الفيلم (الإنجليزية)
- جون بيسلي على موقع كينوبويسك (الروسية)